# Франческо I Гаттилузио
Франческо I Гаттилузио (итал. Francesco I Gattilusio; ум. 6 августа 1384) — правитель (архонт) острова Лесбос, военачальник на службе византийского императора Иоанна V Палеолога.

## Биография
Франческо родился в первой половине XIV века в Генуе. Некоторые источники сообщают, что он мог родиться в 1326 году. Имена родителей неизвестны. По предположению итальянского историка Энрико Бассо, исходя из имён, которые он дал своим детям, отца Франческо могли звать Доменико. Историк Энтони Латтрелл, исходя из геральдики представителей рода Гаттилузио, к которому принадлежал Франческо, предполагает, что его мать могла происходить из знатного генуэзского рода Дориа, хотя при этом историк отмечает, что такие же элементы герба есть и у других домов, в связи с чем говорить по этому поводу что-то однозначное нельзя.
Начиная с 1340-х гг. занимался пиратством. В 1354 г. на двух галерах высадился со своим отрядом на острове Тенедос, где находилась резиденция Иоанна V Палеолога — одного из трёх правивших в то время императоров Византии, который находился в состоянии войны со своим тестем — Иоанном VI Кантакузиным.
Они заключили союз, и в случае завоевания Константинополя Иоанн V обещал Франческо Гаттилузио руку своей сестры Марии Палеолог.
В начале декабря того же года их флот ночью подошёл к столице. Под предлогом того, что один из кораблей тонет, Франческо Гаттилузио попросил часовых помочь в его разгрузке, пообещав отдать им часть груза. Часовые открыли ворота, и через них вместе с кораблями вошли 500 вооружённых людей. Криками во славу Иоанна V они разбудили жителей, и те подняли восстание против Иоанна VI Кантакузина. В результате 6 декабря 1354 года узурпатор отрёкся от престола.
Как и было оговорено, Франческо Гаттилузио женился на Марии Палеолог, получив в приданое остров Лесбос с титулом архонта (17 июля 1355 года).
В 1366 г. он участвовал в походе Амадея VI Савойского и венгерского короля Людовика I против турок. В результате двухдневных боёв они отвоевали Галлиполи.
На острове Лесбос 6 августа 1384 года случилось сильнейшее землетрясение. В нём погибли Франческо I Гаттилузио, его жена Мария Палеолог, и двое старших сыновей — Андронико (р. ок. 1356) и Доменико (р. ок. 1358). Третий сын, Джакопо, остался жив. Он и наследовал отцу, приняв имя Франческо II.